# 漂亮寶貝
《漂亮寶貝》（韓語：어여쁜 당신，又名《美麗的你》、《可爱的你》）是韓國KBS電視台於2005年2月至9月期間播放的日日連續劇，由李寶英、金承秀、李昌勳、吳珠恩等演出，講述了曾為小學同學的一對男女在重逢之後所展開的，充滿心動與心痛的愛情故事。2005年本剧的中文配音引进版首次在中国中央电视台第8频道晚间10点的“海外剧场”节目中播出。

## 演員陣容

### 主要人物
| 演員   | 角色   | 介紹 |
| 李寶英 | 劉仁英 | 書籍設計師。在一次小學同學會上偶然邂逅了多年未見的小學同學基俊並與其相戀，兩人歷經重重困難後終於修成正果，但最終仍因為不孕而和基俊離了婚。離婚之後兩人依然保持著藕斷絲連的關係，但仁英顧及基俊的母親還有自己不孕的事實，始終拒絕與基俊複合。可以為自己不孕的她，卻在要和在民結婚的前夕發現自己懷上了基俊的孩子，令她陷入了左右為難的窘境。 |
| 金承洙 | 金基俊 | 運動中心社長。打小就對仁英抱持著好感，在同學會上與仁英重逢後旋即對其展開熱烈的追求。兩人歷經苦難終於修成正果，但在三年試管嘗試無果後，看著痛苦不堪的仁英，基俊最終只得忍痛放手。離婚後依然放不下對仁英的迷戀，多次向其提出復合卻始終遭拒。在得知仁英的謊言後發了瘋似地找上仁英，就這麼和仁英發生了一夜情，但在那一夜之後，仁英依舊無情地推開了他。就在他終於下定決心祝福仁英並離開她的生活的時候，他卻意外得知了仁英懷孕的事實，平靜的心又再次掀起波瀾。 |
| 李昌勳 | 鄭在民 | 出版業工作者。在妻子住院治療的期間代管了妻子的部落格，也因此結識了妻子忠實的讀者仁英。夫妻感情和睦，但妻子最終依然沒能戰勝病魔，留下他和年幼的兒子撒手人寰。妻子去世之後開了一家出版社，並在仁英的介紹下認識了仁英的丈夫基俊。三年後得知兩人離婚的消息，邀請離開職場多年的仁英到他的出版社工作，並在一次次的往來中逐漸對她傾心。 |
| 吳珠恩 | 羅熙珠 | 名門家族獨生女，任性而我行我素。喜歡基俊多年並一直執著於嫁予他為妻，直到基俊退婚之後她的世界發生了天翻地覆的改變。用盡一切手段嘗試拆散仁英與基俊，甚至在二人結婚之後仍不間斷地挑釁仁英並與基俊的母親套近乎。多方嘗試無果後終於放棄並收心，前往海外留學。三年後歸國得知兩人離婚的事實，內心隱隱躁動，心中的執念又再次升起。 |

### 仁英家族
| 演員   | 角色   | 介紹 |
| 李順載 | 張允載 | 仁英的外祖父，英燮的岳父。女兒去世之後就去到了美國，時隔多年才回國。性格爽朗、開放，時不時就會來幾句英文，甚至在家裡開班給附近的孩子上起了課。 |
| 潘曉靜 | 劉英順 | 仁英的姑姑，英燮的姊姊。是仁英在家中最能放心傾訴的對象。                                                                                       |
| 林東鎮 | 劉英燮 | 仁英的父親。性格溫和但不失原則。忘不了亡妻，心中始終對妻子的死感到內疚。                                                                       |
| 鄭敬淏 | 劉仁哲 | 仁英的弟弟。脾氣火爆，做事不修邊幅，總令家人操心。                                                                                             |
| 南相美 | 劉仁京 | 仁英的妹妹，仁英父親出軌生下的孩子。後赴海外留學。                                                                                             |
| 楊美拉 | 高美靜 | 仁哲的追求者，雙親去世。在仁哲服役時與其相識，不甘分手而追到仁哲家裡並謊稱自己懷了他的孩子。謊言拆穿之後在劉家暫住了一段時間。                 |

### 基俊家族
| 演員   | 角色   | 介紹 |
| 朴元淑 | 趙玉珍 | 基俊的母親。因為看不下去基俊頹靡不振的樣子，迫不得已只得答應兩人的婚事，心中卻始終對仁英這個兒媳頗有微詞。對傳宗接代有著深沉的執念，在仁英意外流產後更是變本加厲。 |
| 李甫姬 | 趙玉子 | 基俊的阿姨。性格開朗而親人，負責打點家中內務，是仁英在婆家的一大友軍。在熙珠進門之後，時不時地就會拿她來和仁英比較。                                               |
| 任善澤 | 高滿道 | 玉子的丈夫。 |
|        | 金基娜 | 基俊的妹妹。性格跋扈。瞧不上仁英，心中暗自認定熙珠才是她嫂子的人選。後與未婚夫赴海外留學。                                                                         |
|        | 高寶貝 | 玉子與滿道的女兒。 |

### 熙珠家族
| 演員   | 角色   | 介紹         |
| 全洋子 | 金女士 | 熙珠的母親。 |
| 孟虎林 |        | 熙珠的父親。 |

### 其他人物
| 演員   | 角色   | 介紹 |
| 徐有晶 | 李善美 | 仁英與基俊的小學同學。兩人的共同朋友，每當兩人的情感遭遇困難時總會適時地出現傳遞兩人隱藏的想法。曾和仁哲短暫地交往過一段時間，卻因為當時沒有結婚的念頭而和他分了手。 |
| 崔奭具 |        | 在民的朋友，也是他煩惱的傾聽者。最後與善美在一起。 |

## 原聲帶
- Part.1

| 曲序 | 曲目   | 演唱 | 时长 |
| ---- | ------ | ---- | ---- |
| 1.   | Return | 恩恤 | 4:50 |

- Part.2

| 曲序 | 曲目                   | 演唱 | 时长 |
| ---- | ---------------------- | ---- | ---- |
| 1.   | 사랑이 이별에게 말하다 | 恩恤 | 4:39 |

- Part.3

| 曲序 | 曲目     | 演唱 | 时长 |
| ---- | -------- | ---- | ---- |
| 1.   | Remember | 서준 | 3:47 |

- Part.4

| 曲序 | 曲目             | 演唱  | 时长 |
| ---- | ---------------- | ----- | ---- |
| 1.   | 지우고 그린 그대 | Kelly | 4:37 |

- Part.5

| 曲序 | 曲目        | 演唱 | 时长 |
| ---- | ----------- | ---- | ---- |
| 1.   | 이별 앞에서 | 서준 | 4:30 |

## 提名&得獎列表
| 年度   | 頒獎典禮    | 獎項       | 入圍者 | 結果 |
| 2005年 | KBS演技大賞 | 男子新人獎 | 鄭敬淏 | 提名 |
| 2005年 | KBS演技大賞 | 女子新人獎 | 李寶英 | 獲獎 |

## 外部連結
| 韓國 KBS 1TV 日日劇                   | 韓國 KBS 1TV 日日劇                | 韓國 KBS 1TV 日日劇 |
| ------------------------------------- | ---------------------------------- | ------------------- |
|                                       | 漂亮寶貝 （2005.2.14 - 2005.9.23） |                     |
| 我的寶貝子女 （2004.6.7 - 2005.2.11） | 奇男怪女 （2005.9.26 - 2006.5.19） |                     |

| 台灣 中視 週一至五 23:00-24:00 | 台灣 中視 週一至五 23:00-24:00 | 台灣 中視 週一至五 23:00-24:00 |
| ------------------------------ | ------------------------------ | ------------------------------ |
|                                | 漂亮寶貝 （- ）                |                                |
| —                              | —                              |                                |